# Maria Lenk

Maria Lenk (Mitte) mit Präsident Getúlio Vargas

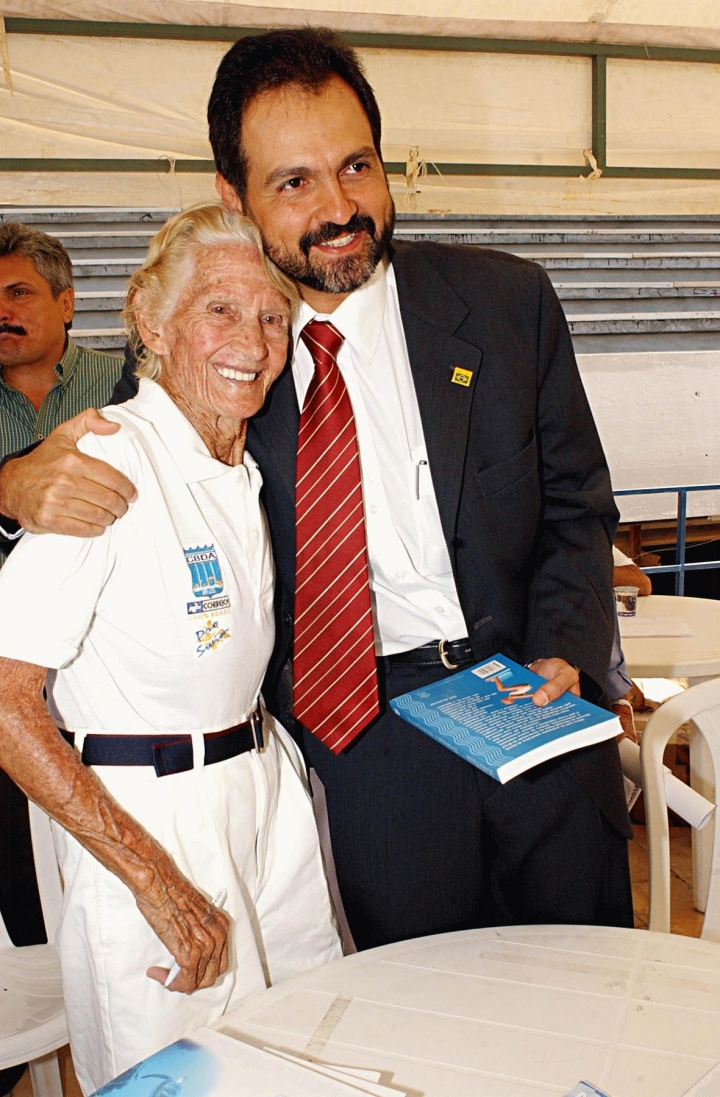
Maria Lenk 2003 mit dem brasilianischen Sportminister Agnelo Queiroz

Maria Emma Hulda Lenk Zigler (* 15. Januar 1915 in São Paulo; † 17. April 2007 in Rio de Janeiro) war eine brasilianische Schwimmerin. Sie war die erste südamerikanische Frau, die an Olympischen Spielen teilgenommen hat, und hielt während ihrer Karriere mehrere Weltrekorde.
Als Kind deutscher Einwanderer erlaubten ihre Eltern, dass sie als 17-Jährige bei den Olympischen Spielen 1932 in Los Angeles antreten durfte. Auch an den Olympischen Spielen 1936 in Berlin nahm sie teil, sie erreichte dort das Halbfinale und demonstrierte dabei als erste Frau den Butterfly-Schwimmstil in einem offiziellen Wettkampf. 1939 schwamm sie sowohl über 100 m Brust als auch über 200 m Brust Weltrekord. Durch den Ausbruch des Zweiten Weltkriegs wurde sie daran gehindert, Erfolge auch bei Olympischen Spielen zu erringen.
Im Jahr 1942 beendete sie ihre Laufbahn, um dann später wieder bei Masters-Schwimmwettkämpfen zu starten. Ihren letzten Wettkampf bestritt sie im Jahr 2000. Sie starb im April 2007 an einem Herzinfarkt, nachdem sie während ihrer täglichen Schwimmübungen über Atembeschwerden geklagt hatte. Bis zu ihrem Tod absolvierte sie täglich bis zu 1,5 km im Becken und war amtierende 5-fache Weltmeisterin in ihrer Altersklasse.
Im Jahr 1988 wurde sie in die Ruhmeshalle des internationalen Schwimmsports aufgenommen.
Maria Lenk ist Namenspatronin für das anlässlich der Panamerikanischen Spiele 2007 in Rio de Janeiro eröffnete Wassersportzentrum Parque Aquático Maria Lenk, in dem auch die Wettbewerbe im Wasserball und im Wasserspringen der Olympischen Spiele 2016 ausgetragen wurden.